# 審配
審 配（しん ぱい、? - 204年）は、中国後漢時代末期の武将。字は正南。冀州魏郡陰安県の人。甥（兄の子）は審栄。

## 略歴

### 袁紹の家臣
若いころより忠烈なる慷慨の士との評判高く、犯し難い節義を持っていたという。田豊と共に冀州牧韓馥に仕えたが、二人ともその剛直さから疎んじられた。
初平2年（191年）、袁紹は韓馥から冀州を奪うと、遜った言葉で田豊らを招き、田豊を冀州別駕に、審配を冀州治中に任じて重用した。審配は袁紹の幕府を総覧した。
建安4年（199年）、対曹操の戦略方針をめぐって、郭図と共に短期決戦戦略を主張し、持久戦略を主張する沮授・田豊と対立した。この論争で、袁紹は審配らを支持している。しかし、この戦略に沿って起きた建安5年（200年）の官渡の戦いでは、袁紹軍の敗北に終わり、審配は2人の子を曹操に捕らえられた。なお、この戦いの前に法律違反を理由として許攸の家族を収監している。しかしこれが原因で、許攸は官渡の戦いの際に曹操の下へ出奔し、袁紹を敗北に導いた。
その後、普段から審配と仲が悪かった孟岱と蔣奇が審配を讒言すると、郭図と辛評もこれに同調した。このため孟岱が監軍に任命され、審配に代わって鄴を守備することになった。この時、普段から仲が悪かった同僚の逢紀が審配を懸命に弁護したため、審配は窮地を逃れることができたという。一時的に逢紀と親しい間柄になっている（審配の文書等から判断すると、両者は後に再び仲違いしている）。
建安7年（202年）に袁紹が病没すると、袁紹が寵愛した三男袁尚を逢紀と共に擁立し、袁尚の兄袁譚を擁立する郭図・辛評らと対立した。これは袁紹が死去するまでに後継者を指定しなかったためである。『後漢書』袁紹伝によれば、衆目は年長の袁譚を支持していた。それにもかかわらず、同列伝によると審配らは袁紹の遺命を偽造してまで、袁尚の後継を強行したとされる。袁譚と袁尚は後に対立を深め、武力衝突を繰り返すようになる。

### 決死の防戦
建安9年（204年）2月、袁尚が鄴の守備に審配と蘇由を残し、平原の袁譚を攻撃に向かった。曹操がこの隙をついて鄴を攻略しようとし、鄴から五十里の地点である洹水に着陣すると、蘇由は袁尚に叛いて曹操に内応しようとした。しかし審配は事前に計画を察知し、城内で蘇由と戦闘になった。蘇由は敗れて城から逃走し、そのまま曹操に降伏した。
曹操はそのまま進軍して鄴を包囲すると、城攻めを開始した。まず曹操が地下道を掘り進んでの攻撃を試みたが、審配は城内で塹壕を掘ってそれに対処した。審配配下の将である馮礼が裏切り、突門を開いて曹操軍三百人を引き入れたが、審配はそれを察知していたため、敵をおびき寄せてから城郭の上より大きな石を落とし、門を閉ざして侵入者をみな殺しにした。
同年4月、鄴が容易に落ちないと判断した曹操は作戦を変え、鄴までの糧道を繋いでいた毛城を攻略し、兵糧攻めを図った。
翌月、曹操が土山・地道を破棄して包囲陣を完成させ、周囲四十里にわたって塹壕を掘ったが、わざと飛び越えられるほど浅く掘ったため、審配はそれを妨害しようとしなかった。すると曹操は、塹壕を一晩のうちに一気に掘り下げ、幅も深さも二丈にし、漳水を引き入れて城を水浸しにした。その後も包囲が続いたため審配は善く防戦したが、兵糧攻めと水攻めにより5月から8月にかけて城内では過半数の者が餓死した。
同年7月、袁尚は平原攻略を諦め、1万の兵を従えて鄴の救援に向かった。鄴から17里の陽平亭に到着すると、狼煙を上げて審配と連絡を取り合った。審配は城の北門より兵を出し、袁尚と呼応して包囲を破ろうとしたが、曹操に抑え込まれて突破することができなかった。その間に袁尚は猛攻撃を受けたため、軍が総崩れとなり中山郡に逃走した。曹操は袁尚軍の武器や食糧をことごとく手に入れ、袁尚が持っていた印綬なども手にいれた。曹操がこれらを城内の兵たちに見せつけると、鄴の士気はさらに低下した。しかしその後も審配は頑強に抵抗を続け、曹操が陣営を出て城の周りを偵察した際には、弩兵に命じ密かに曹操を狙わせた。しかしあと一歩のところで曹操を逃してしまった。 
翌8月、東門を守っていた審栄が城門を開いて曹操軍を城内に導いた。審配は激しい市街戦の末、ついに生け捕られた。しかし声音も気力も壮烈であり、少しも弱音を吐く様子を見せなかったため、見る者はみな感嘆したという。
曹操が審配と対面した際に「先日わしが城を包囲した時、何と多くの弩に射かけさせた事か」と威圧すると、審配は「その数が少なかったのが残念だ」と答えた。曹操が、袁氏父子に対する彼の忠節を高く評価して部下に迎えようとしたが、審配は最後まで袁尚への忠義を貫いて拒絶した。また、辛毗が篭城の間に兄の辛評一家を審配に殺害されたと、強く申し出たため、曹操もついに審配を処刑することを決めた。審配は最期に「我が君は北におわすのだ」と言い放ち、主君の袁尚がいる北を向いて斬首された。

## 評価
忠烈が伝えられる一方、権勢を振りかざす有り様も伝えられている。『三国志』魏書武帝紀注引『魏書』の曹操が出した令によると、審配の親族は法に背いた罪人を匿い、亡命者の首領になったとされる。また、『三国志』魏書王修伝によると、鄴落城後に審配やその他の将官の財貨を接収してみたところ、万単位（件数を指すと思われる）を記録したという。また袁譚には逢紀と共に傲慢、奢侈を憎まれたとある。
孔融は審配を「尽忠の臣」と評したが、荀彧はこれに反論し「審配は独り善がりで無策である」と評した。
三国志に注釈をつけた裴松之は、「審配は一代の烈士であり、死をも惜しまぬ袁氏の忠臣であった」と高く評している。

## 物語中における審配
小説『三国志演義』でも、審配は最後まで袁氏に殉じた忠義の士として描写されている。官渡の戦いの前哨戦で関羽に文醜が討ち取られると、劉備を処刑するよう郭図と共に袁紹に進言するが、劉備に巧言で逃れられている。
その後、官渡の戦いや袁氏内紛での展開は、ほぼ史実と同様である。ただ鄴城が落城した際には、徐晃によって捕らえられたことになっている。